# Thames Conservancy

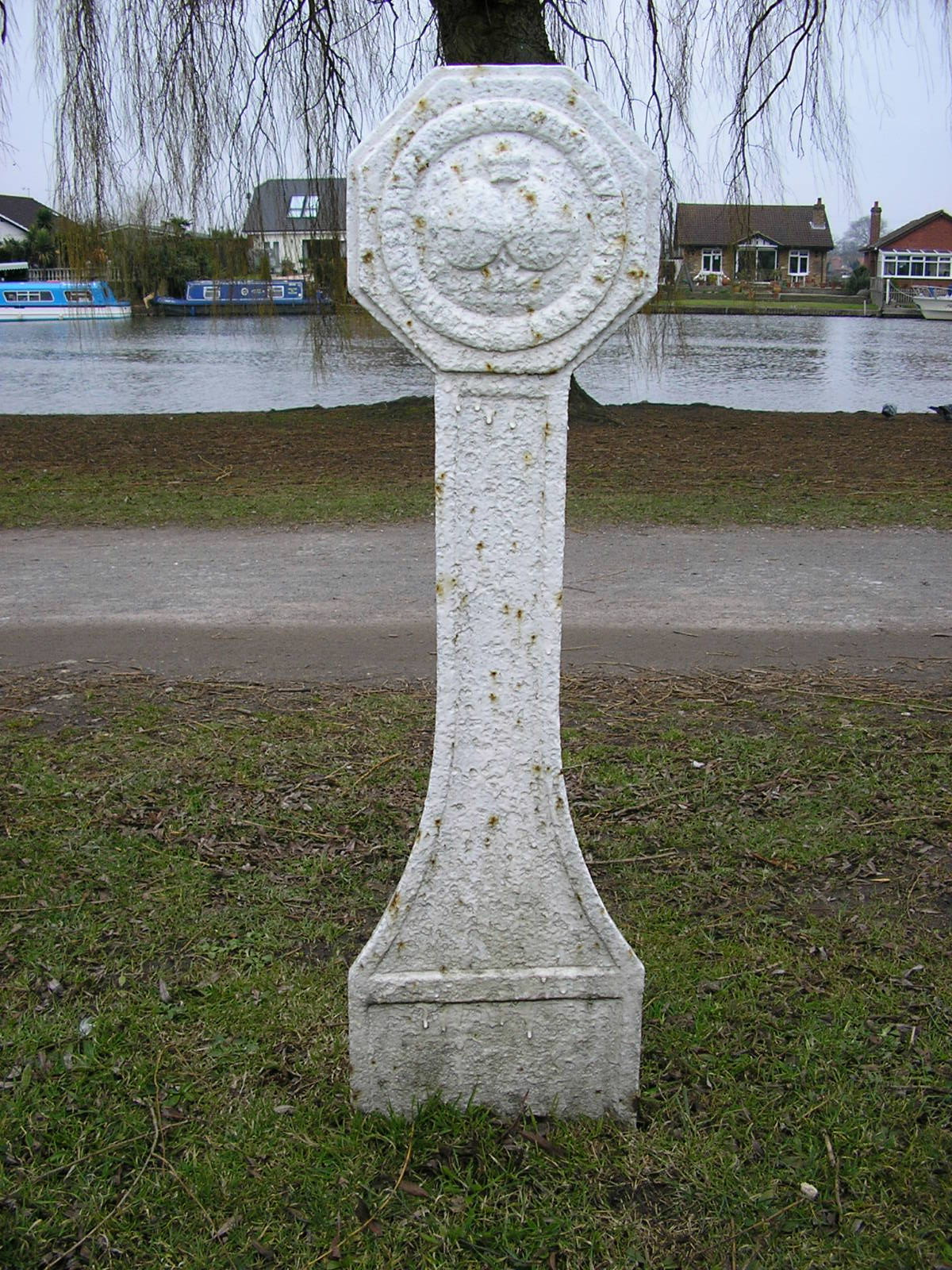
Eine Grenzmarkierung der Thames Conservancy etwa 100 m flussaufwärts der Brücke in Walton-on-Thames.

Die Thames Conservancy war eine Behörde, die für die Verwaltung der Themse in England zuständig war. Sie wurde 1857 gegründet. Ursprünglich war sie nur für den Abschnitt von der City of London bis nach Staines zuständig, später übernahm sie den gesamten Fluss von Cricklade in Wiltshire bis zum Yantlet Creek auf der Isle of Grain. Die Zuständigkeit wurde eingeschränkt als der von den Gezeiten beeinflusste Abschnitt des Flusses 1909 an die Port of London Authority übertragen wurde. 1974 wurde die Conservancy in die Thames Water Authority überführt.

## Geschichte

### Vorgeschichte

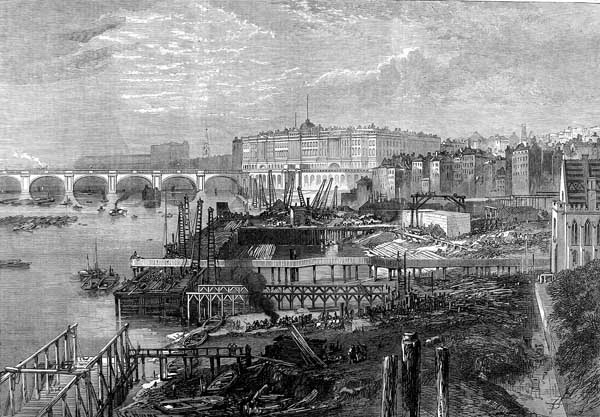
Das Victoria Embankment beim Bau 1865

Der Flussabschnitt zwischen Staines und dem Yantlet Creek wurde von der City of London seit 1197 entsprechend einer Verfügung von Richard Löwenherz beansprucht. 1771 wurde die Thames Navigation Commission gegründet, um die Schifffahrt auf dem Fluss zu regulieren. Die Commission war dafür verantwortlich, dass Schleusen und Wehre flussaufwärts von Staines gebaut wurden, sie griff aber nicht in die Rechte der City of London ein.
Die City of London ließ am Beginn des 19. Jahrhunderts eine Reihe von Schleusen zwischen dem Teddington Lock und dem Penton Hook Lock anlegen. Es wurde auch Baumaterial aus der alten London Bridge verwendet, um die Uferbefestigung zwischen dem Sunbury Lock und dem Shepperton Lock zu verbessern.
Es gab Probleme als die Regierung 1840 vorschlug das Victoria Embankment zu bauen, denn der König erhob nun Anspruch auf das Flussbett. Der Streit zog sich über 17 Jahre hin.
In der Zwischenzeit war durch die Konkurrenz mit der Eisenbahn der Verkehr auf dem Fluss erheblich zurückgegangen. Die Einnahmen aus Gebühren sanken von 16.000 £ 1839 auf weniger als 8.000 £ 1849. Die Kosten des Unterhalts für den Flussabschnitt wurden 1850 auf fast 7.000 £ geschätzt. Die Weigerung der City of London für notwendige Arbeiten zu zahlen, führte zu Beschwerden. Durch einen Parlamentsbeschluss wurden die Rechte am Fluss an den König zurückgegeben und dieser übertrug sie dann an die neugegründete Thames Conservancy.

### Erste Einrichtung der Thames Conservancy (1857)
Die City of London übergab die Geschäfte an die Thames Conservancy im Oktober 1857. Im Juni 1857 wurde der erste Stein für eine neue Schleuse bei Teddington gelegt. Sie ist die mittlere der heutigen drei Schleusen. Die Schleuse wurde 1858 zusammen mit der engen Thames Skiff Schleuse eröffnet. Die Conservancy erließ Regeln. 1858 wurde eine Abgabe von 15 Shilling für jedes Dampfschiff, dass die Schleuse in Teddington passierte eingeführt. Die Geschwindigkeit auf dem Fluss wurde auf 5 Meilen pro Stunde flussabwärts und auf 4 Meilen flussaufwärts beschränkt. Das Fischen mit Netzen wurde von Richmond bis nach Staines auf Dauer verboten. Die Behörde stärkte die Rechte von Anglern gegenüber den Landbesitzern und wurde von der Wasseraufsicht darauf hingewiesen, dass es verboten sei Boote an unerfahrene Personen zu vermieten. Zu dieser Zeit befand sich der Fluss flussaufwärts noch unter der Kontrolle der Thames Navigation Commissioners, dieses wurde jedoch 1866 geändert.

### Erweiterung der Thames Conservancy (1866)
1866 wurde geurteilt, dass es sinnvoll sei den gesamten Fluss unter eine Verwaltung zu stellen. Es wurde gesagt, dass die Thames Navigation Commission zu viele Mitglieder habe und dass die Schleusen und Wehre in einem schlechten Zustand seien. Die Einnahmen waren dort zu gering, um für den Erhalt zu sorgen. Man glaubte, dass eine einheitliche Verwaltung des Flusses zu einer besseren Erhaltung der Bauwerke und zu niedrigeren Gebühren für die Nutzung insgesamt führen würde, was zu einer Zunahme des Schiffsverkehrs führen würde. Mit einem Gesetz vom 6. August 1866 übernahm die Thames Conservancy die Verwaltung des Flusses von Cricklade bis zum Yantlet Creek.

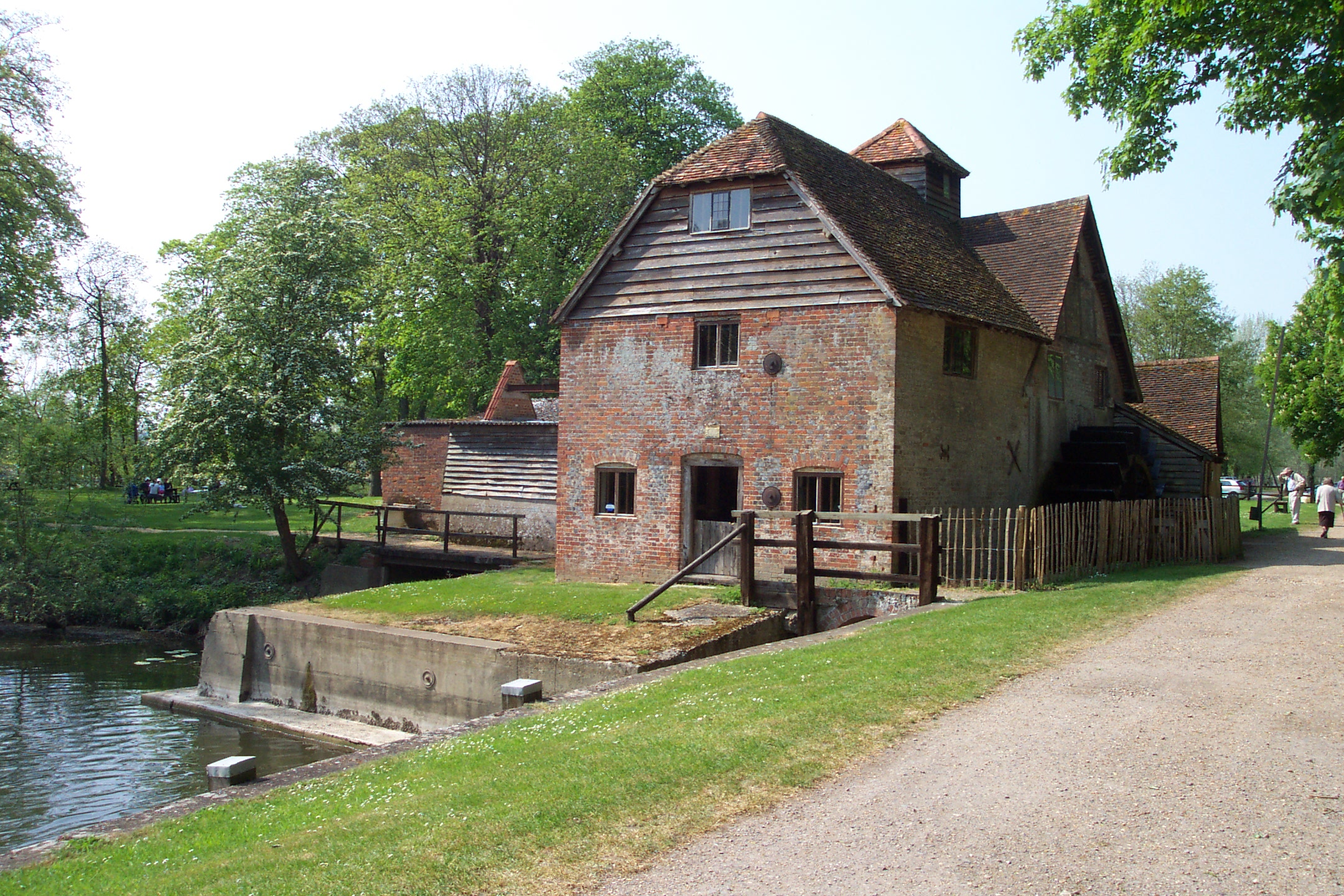
Die Mapledurham Watermill war eine von 28 Mühlen, die 1866 am Fluss betrieben wurden.

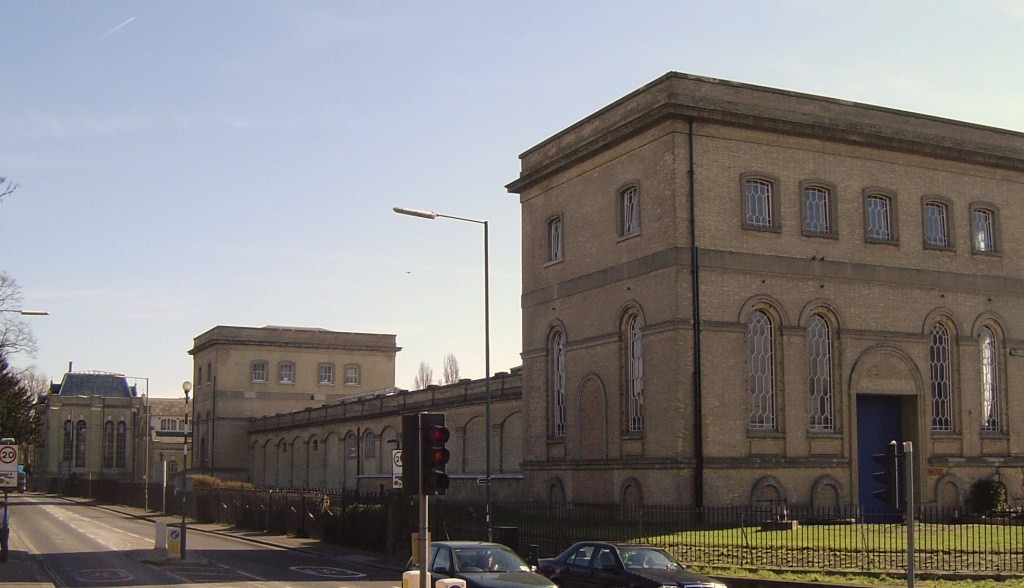
Das Gebäude des Wasserwerks bei Hampton

Mit dem Gesetz wurden alle Schleusen, Kanäle und anderen Einrichtungen an die Thames Conservancy übertragen. Es wurde außerdem angeordnet, dass alle Wehre, die sich in Privatbesitz befanden, an die Conservancy übertragen würden. Die früheren Besitzer wurden von allen Pflichten befreit. Allein zwei Wehre bei Buscot und Eaton blieben beim Besitzer von Buscot Park. Die meisten Wehre gehörten den 28 Wassermühlen, die zwischen Oxford und Staines betrieben wurden. Die Rechte am Wasser für die Mühlen, die auf die Zeit des Domesday Book zurückgehen, wurden bestätigt. Die weitere Einleitung von Abwässern in den Fluss und seine Zuflüsse wurde verboten. Neue Einleitungen wurden untersagt und die bereits bestehenden sollten beseitigt werden.
Eine neue Einnahme entstand durch eine Gebühr von 1000 £, die jedes der fünf Wasserwerke am Fluss zahlen musste. Die Southwark and Vauxhall Waterworks Company, Grand Junction Waterworks Company und West Middlesex Waterworks Company Wasserwerke wurden in den 1850er Jahren nach Hampton verlegt, als es verboten wurden, Wasser aus dem von den Gezeiten beeinflussten Abschnitt des Flusses zu entnehmen. Die Lambeth Waterworks Company und Chelsea Waterworks Company Wasserwerke waren ursprünglich nach Seething Wells gezogen, später gingen sie aber nach East Molesey. Während die City of London das Flussbett in ihrem Bereich besitzt, gehörte der, Thames Navigation Commissioners nicht das Flussbett oberhalb von Staines und in der Folge ging es auch nicht in den Besitz der Thames Conservancy über, sondern blieb im Besitz der Anlieger.
Im August 1866 begutachtete die Conservancy die Einrichtungen zwischen Oxford und Windsor und im Oktober wurde eine Gebührentabelle festgesetzt. Das Bell Weir Lock war im Juni eingestürzt und wurde im folgenden Jahr erneuert. 1868 wurden Gebühren für die drei der vier damals oberhalb von Oxford existierenden Schleusen eingeführt:St John’s Lock, Buscot Lock und Pinkhill Lock. Das Rushey Lock wurde ausgenommen. Es gab keine Gebühren an den Wehren. Dies verdeutlicht den schlechten Zustand der Schifffahrt oberhalb von Oxford. Einige der alten Schleusen im übrigen Fluss waren noch aus Holz gebaut und wurden allmählich umgebaut. Arbeiten, die 1869 ausgeführt wurden, beinhalteten den Umbau des Romney Lock und eine Bootsrutsche in Teddington. 1870 wurden das Hambleden Lock und das Benson Lock erneuert, diesem folgten das Day’s Lock 1871 und das Godstow Lock 1872. Darüber hinaus wurde festgestellt, dass das Wehr an der Schleuse in Teddington in den 1870er Jahren zweimal einbrach und erheblichen Schaden verursachte.
1872 versprach die Conservancy die Schifffahrt zwischen Radcot und der Newbridge durch die Reparatur des Rushey Lock wieder möglich zu machen, aber 1874 wurde klar, dass ihnen dazu die finanziellen Mittel fehlten. In dieser Zeit wurde regelmäßig über den schlechten Zustand des Flusses besonders im Oberlauf und die noch immer erfolgende Einleitung von Abwässern geklagt.

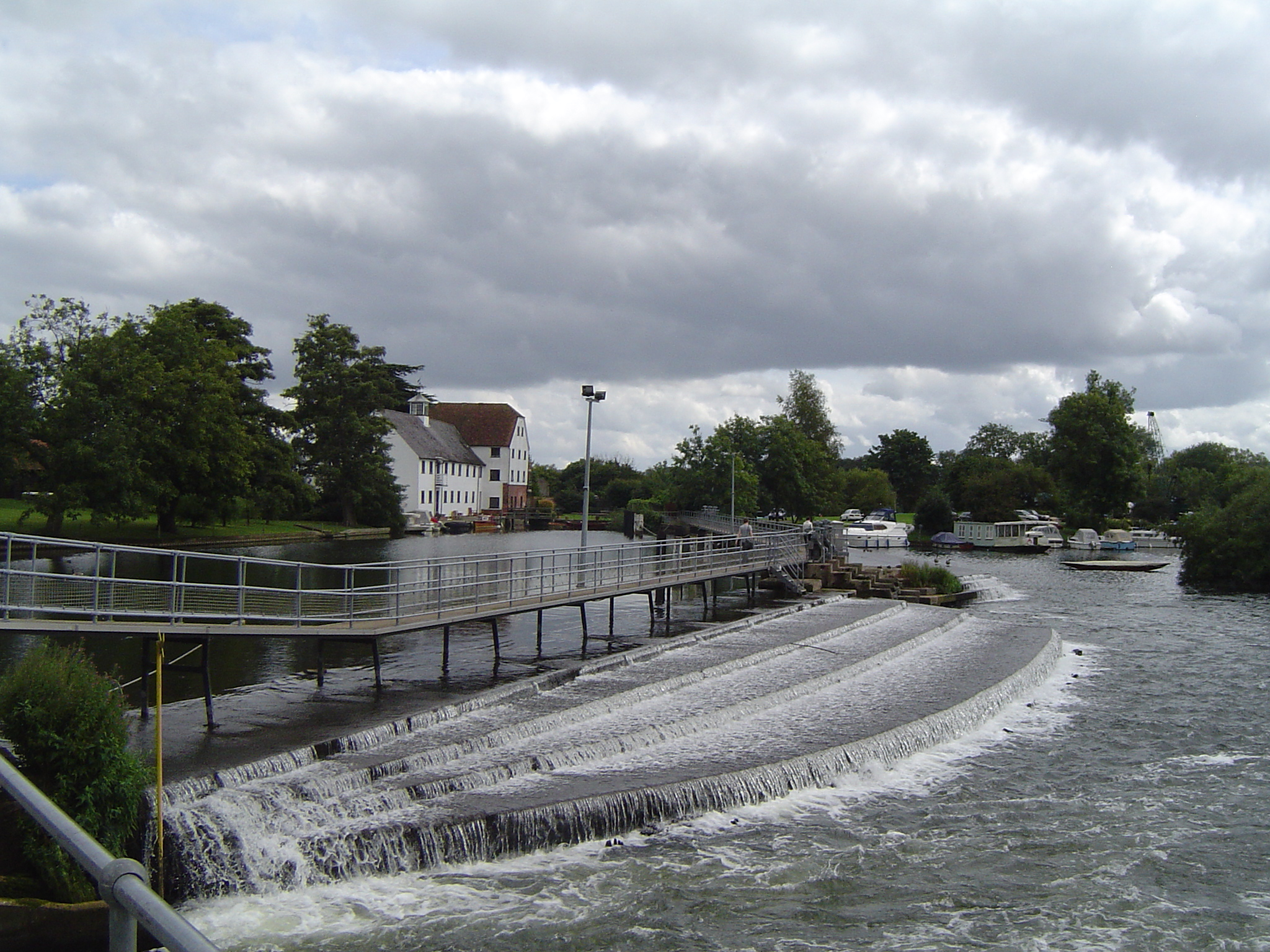
Wehr, Mühle und Übergang bei Hambleden

Die Schleusenumbauten wurden 1874 am Shiplake Lock und Cleeve Lock, 1875 am Caversham Lock, 1876 am Whitchurch Lock und 1877 am Bell Weir Lock fortgesetzt. 1883 entfernte die Conservancy das Chalmore Lock bei Wallingford, nach dem die Anwohner viele Jahre für die Erhaltung gekämpft hatten. Die Wehre bei Hambleden wurden 1884 gebaut und das öffentliche Wegerecht über den Fluss durch eine Brücke erhalten. Das Bray Lock wurde 1885 erneuert.
Der Thames Preservation Act 1885 wurde verabschiedet, um den Fluss für die allgemeine Erholung zu erhalten. Der Gebrauch von Schusswaffen auf dem Fluss war ein großes Problem geworden und wurde verboten. Der Fluss war für allgemeine Freizeitaktivitäten und den Sport sehr beliebt geworden. Jerome K. Jerome beschreibt in seinem 1889 veröffentlichen Drei Mann in einem Boot eine typische Bootsfahrt auf der Themse.

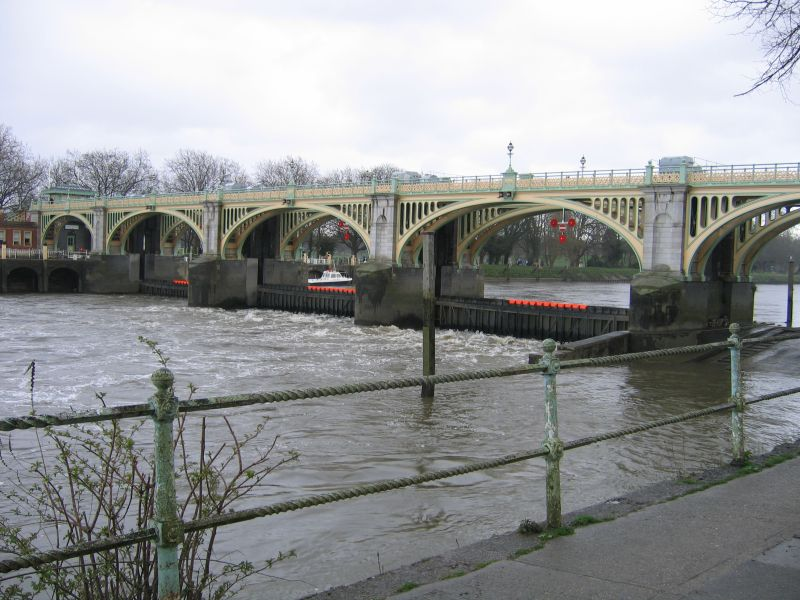
Richmond Lock und die Fußgängerbrücke

Schleusenerneuerungen wurden mit dem Marsh Lock 1888, dem Temple Lock 1890 und dem Cookham Lock 1892 fortgesetzt. Der erste Neubau war das Radcot Lock 1892 und das Chertsey Lock wurde 1893 verlängert. Ein großes Bauvorhaben war 1894 das Richmond Lock und sein Wehr mit dem sichergestellt werden sollte, dass immer mindestens 1,73 m Wassertiefe zwischen Richmond und Teddington gewährleistet waren.
Ein weiteres Gesetz aus sem Jahr 1894 bereinigte im Wesentlichen Unklarheiten in den bisherigen Vorschriften. Die Conservancy nahm sich schließlich dem Fluss oberhalb von Oxford an und ersetzte Wehre mit Schleusen und Fußgängerbrücken, wo es öffentliche Wege gab. Neue Schleusen waren das Grafton Lock und das Northmoor Lock 1896 sowie das Shifford Lock 1898. Ebenfalls 1898 wurden das Pinkhill Lock und das Rushey Lock erneuert. Flussabwärts wurde 1898 am Boveney Lock gearbeitet und die alte Schleuse durch eine Bootsrutsche ersetzt. Das Shepperton Lock wurde 1899 erneuert.
Am Ende des 19. Jahrhunderts ließen die zunehmende Größe der Schiffe und der Zuwachs im Verkehr im Hafen von London die Frage aufkommen, wie die Verwaltung am besten durchzuführen sei. Eine königliche Kommission empfahl 1900, dass eine einzige Behörde die Verwaltung des Hafens übernehmen solle.
Bei Teddington wurde die mit 200 m größte Schleuse 1904–1905 gebaut. Zu den Schleusen, die 1905 erneuert wurden, waren unter anderem das Abingdon Lock, St John’s Lock, Sonning Lock und Osney Lock. Das Molesey Lock wurde 1906 erneuert und das Mapledurham Lock 1908.

### Nach der Abtrennung der Port of London Authority

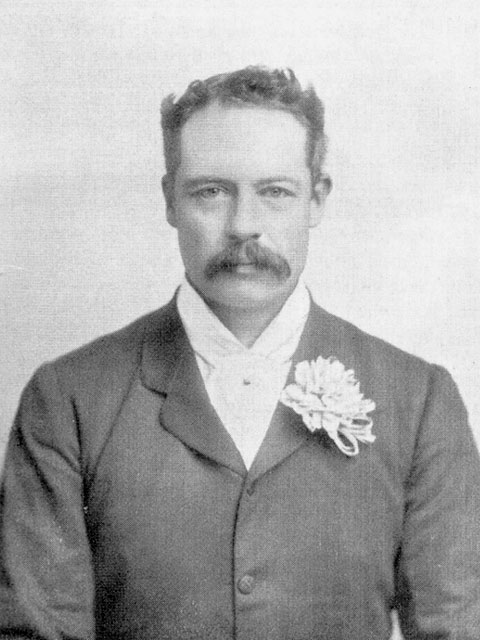
Lord Desborough, übernahm 1905 den Vorsitz

Durch ein Gesetz wurde 1908 die Verantwortung für den gezeitenabhängigen Fluss und das Richmond Lock an die Port of London Authority übertragen, die ihre Aufgabe am 31. März 1909 übernahm. Die Grenze beider Behörden zwischen Teddington und Twickenham wurde mit einem Obelisk 320 m unterhalb des Teddington Lock markiert. Die Conservancy blieb für den Fluss zwischen Cricklade und Teddington verantwortlich.
Schleusenumbauten wurden am Penton Hook Lock 1909 und am Hurley Lock 1910 durchgeführt. 1912 unternahm die Conservancy größere Arbeiten am Boulter’s Lock, die den Kauf von Ray Mill Island beinhalteten. Das Chertsey Lock wurde 1913 verlängert und das Marsh Lock 1914 erneuert. Das Goring Lock wurde 1921 erweitert und das Godstow Lock 1924 erneuert. 1927 wurde eine neue Schleuse bei Sunbury gebaut und die alte daneben erhalten. Das Marlow Lock und das Iffley Lock wurden ebenfalls dann umgebaut. 1928 wurde die Verbesserung der Schifffahrt oberhalb von Oxford schließlich mit dem Bau des Eynsham Lock und dem King’s Lock abgeschlossen.

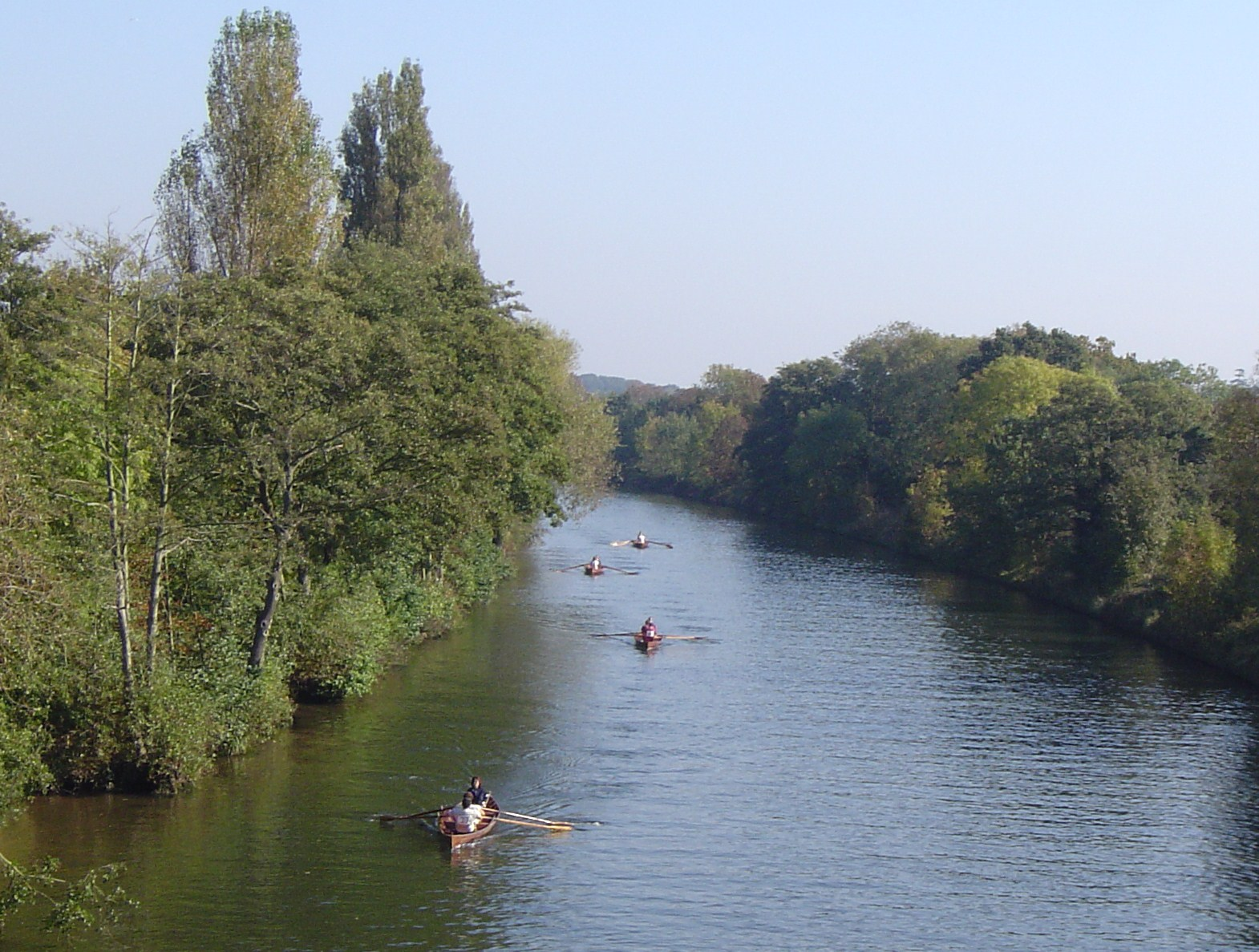
Der Desborough Cut

Das nächste große Bauprojekt war der Desborough Cut zwischen 1930 und 1935. Der 1 km lange Kanaldurchstich brachte den Fluss auf eine gerade Linie zwischen Weybridge und Walton on Thames, in dem ein bogenreicher Abschnitt bei Shepperton umgangen wurde. Der Durchstich verringter die Flutgefahr für Shepperton und halbierte die Fahrzeit in diesem Flussbereich.
Der Thames Conservancy Act 1932 beschäftigt sich mit dem Bau von Bootsrampen und Landungsstegen.
In den 1960er Jahren begann die Modernisierung mit dem Einbau des ersten hydraulischen Systems im Shiplake Lock 1961. Das Sandford Lock wurde 1972 umgebaut.

### Auflösung
Am 1. April 1974 wurde die Thames Conservancy in die neue Thames Water Authority überführt. Sie bestand danach dort im Wesentlichen als Thames Conservancy Division weiter fort. Als Thames Water 1990 privatisiert wurde, wurde die Verwaltung an die neue National Rivers Authority und 1996 an die Environment Agency weitergegeben.

## Schleusenneubauten der Thames Conservancy
- Radcot Lock (1892)
- Richmond Lock (1894)
- Grafton Lock (1896)
- Northmoor Lock (1896)
- Shifford Lock (1898)
- Iffley Lock (1927)
- Eynsham Lock (1928)
- King’s Lock (1928)

## Chairmen der Thames Conservancy
- Frederick Dixon-Hartland (1895–1904)
- Lord Desborough (1905–1936)
- J. D. Gilbert (1937–1938)
- Jocelyn Bray (1938–1960)
- Lord Nugent (1961-c.1970)[32]